# عبد الله ديدان
عبد الله ديدان (مواليد 12 يونيو 1968) ممثل مغربي، بدأ مسيرته في سنة 1997، تألق في العديد من الأدوار التي لعبها، حيث عمل في عدة مسلسلات وسيتكومات، قبل أن ينتقل للعمل في عدد من الأفلام التلفزيونية والسينمائية كسب معها خبرة وشهرة كبيرة في المغرب كـ الشاوش و ليالي بيضاء.

## البداية
ولد ديدان بالرباط سنـة 1968، نشأ في مدينة سلا في الحي الشعبي راس الشجرة بالرغم من أنه مراكشي الأصل، عاش طفولة صعبة خصوصاً بعد طلاق والديـه قضـى ليالٍ وأيـام في الشارع أدمن المخدرات [بحاجة لمصدر] إلى أن إلتقطته أعين المخرج المسرحي أنور الجندي الذي جربه في مشهدين في  مسرحـية «كلها يلغي بلغاه» ثم بعد ذلك مسرحية «سعدي براجلي» الذي كان هو المحور الرئيسي فيها إلى أن جائت مسرحية «الدبلوم والدربوكة» والتي حققت نجاحاً كبيراً في المغرب لتقدم للجمهور المغربي شاب موهوب قادر على حمل نفس جديدة للساحة الفنية المغربية، ثم بعد ذلك قام ببطولة عدد من الأفلام الناجحة مثل المهمة سنة 2003 وليالي بيضاء سنة 2004، بالإضافة إلى مسلسلات وسيتكومات مثل شجرة الزاوية سنة 2003 والسلسلة الفكاهية «هدا حالي» سنة 2006.

## أعماله

### مسلسلات
قطار الحياة(2005)
- أولاد العم (2021)
- من دار لدار (1996)
- السراب (1998)
- دواير الزمان (2000)
- جنان الكرمة (2002)
- شجرة الزاوية (2003)
- خط الرجعة (2005)
- البعد الآخر (2006 - 2009)
- شبح الماضي (2012)
- بنات لالة منانة الجزء الثاني (2014)
- الماضي لا يموت (2019)
- ولاد العم (2021)
- بيا ولابيك (2022)
- بغيت حياتك (2022)
- المختفي (2023)
- أحلام بنات (2023)
- حياة خاصة (2024)
- جوج وجوه (2024)
- مسلسل رحمة (2025)
- مسلسل الدم المشروك (2025)

•2

### أفلام
- باي باي سويرتي (1998)
- وداعا فوران (1998)
- عطش (2001)
- ليالي بيضاء (2004)
- الشاوش (2004)
- النظرة (2005)
- الوجه الآخر (2007)
- خيط البحرار (2008)
- صفي تشرب (2012)
- الزين اللي فيك (2015)
- غزية (2017)

### سيت كومات
- كلنا مغاربة (2021)
- عيش نهار تسمع خبار (1998)
- قناة سي بي بي (2001)
- أنا وياك (2004)
- هذا حالي (2006)
- خير وسلام (2011)
- حاولوا على مستور (2013)
- نايضة فالدوار (2015)

## روابط خارجية
- عبد الله ديدان على موقع IMDb (الإنجليزية)
- عبد الله ديدان على موقع ألو سيني (الفرنسية)
- عبد الله ديدان على موقع قاعدة بيانات الفيلم (الإنجليزية)